# Sara Blædel
Sara Blædel, född 1964, är en dansk kriminalförfattare och journalist. Hon har skrivit faktaböcker och drivit ett eget förlag för kriminalromaner. Hon är en av de mest älskade och lästa författarna i Danmark, inte mindre än fem gånger har hon blivit vald till läsarnas favoritförfattare.Hennes debutroman Pulver (Grønt Støv) utkom 2004 och belönades med det Danske Kriminalakademis Debutantpris. Hon fick De Gyldne Laurbær 2014 för Kvinna anmäld försvunnen (Kvinden de meldte savnet).
Blædel är Danmarks mest kända deckarförfattare med mer än 4 miljoner sålda böcker. Hennes 12 kriminalromaner om kriminalpolisen Louise Rick och journalisten Camilla Lind har sålts i 38 länder.
Blædel har skrivit några böcker tillsammans med författaren Mads Peder Nordbo

## Privatliv
Blædel föddes i Köpenhamn och växte upp i Hvalsø, Danmark. Hon är dotter till journalisten Leif Blædel och skådespelerskan Anne Grete Nissen.

## Böcker översatta till svenska

### Bokserien om Louise Rick
I rätt läsordning:
1. Pulver (Grønt Støv)
2. Kalla mig prinsessa (Kald mig prinsesse)
3. Bara ett liv (Kun et liv)
4. Aldrig mera fri (Aldrig mere fri)
5. Hämndens gudinna (Hævnens gudinde)
6. Dödsängeln (Dødsenglen)
7. De bortglömda (De glemte piger)
8. Dödsstigen (Dødesporet)[4]
9. Kvinna anmäld försvunnen (Kvinden de meldte savnet)
10. Flickan under trädet (Pigen under træet)
11. Den tigande änkan (Den tavse enke)
12. Elins död (Elins død)

### Ilka-trilogin
1. Min fars hemlighet (Bedemandens datter)
2. Ilkas arv (Ilkas arv)
3. Den tredje systern (Den Tredje Søster)

### Stark-serien – skriven medMads Peder Nordbo
1. Upplöst (Opløst)
2. Sår (sår)